# 大棠路站
大棠路站（英語：Tai Tong Road Stop）是香港輕鐵的一個車站，代號590，屬單程車票第5收費區位於香港新界元朗區青山公路－元朗段與大棠路（又稱大棠道）交界兩邊。

## 車站結構

### 車站樓層
| 地面              | 出口 | 青山公路－元朗段、同樂街 |   |  |
| 地面              | 月台 | \| 側式 · 開左邊车门 \| \| \| \| \| \| \| \| 輕鐵610綫往元朗（終點站） 輕鐵614綫往元朗（終點站） 輕鐵615綫往元朗（終點站） 輕鐵761P綫往元朗（終點站） \| 1 \| \| \| \| 2 \| 輕鐵610綫往屯門碼頭（康樂路） 輕鐵614綫往屯門碼頭（康樂路） 輕鐵615綫往屯門碼頭（康樂路） 輕鐵761P綫往天逸（康樂路） \| \| \| \| 側式 · 開左邊车门 \| \| \| \| \| |   |  |
| 地面              | 出口 | 青山公路－元朗段、大棠路 |   |  |
| 側式 · 開左邊车门 |      | |   |  |
|                   |      | 輕鐵610綫往元朗（終點站） 輕鐵614綫往元朗（終點站） 輕鐵615綫往元朗（終點站） 輕鐵761P綫往元朗（終點站） | 1 |  |
|                   | 2    | 輕鐵610綫往屯門碼頭（康樂路） 輕鐵614綫往屯門碼頭（康樂路） 輕鐵615綫往屯門碼頭（康樂路） 輕鐵761P綫往天逸（康樂路） |   |  |
| 側式 · 開左邊车门 |      | |   |  |

### 車站月台
大棠路站本身只包括兩個側式月台及連接過路處的行人路。由於此段路線的輕鐵路軌是建在青山公路－元朗段最中間的兩條行車線上，所以路軌旁的月台也是建在路中間：
- 東行往元朗站方向的1號月台是位於大棠路交界以西，而
- 西行往康樂路站方向的2號月台是位於大棠路交界以東。
- 1號月台長約40米，可同時停泊2輛輕鐵單卡。
- 2號月台長約60米，可同時停泊3輛輕鐵單卡。
- 停靠2號月台列車均須停在指定位置上落客，614、761P綫使用第1及第2卡（如有拖卡）位置，而610、615綫則使用第2及第3卡位置，惟現時已統一於1-2卡上落，月台前後10米亦已封閉。

依此設計，列車都會先到站，然後橫過路口。這樣列車到站及停站都不受路口的燈號影響，這種設計跟香港電車相若。

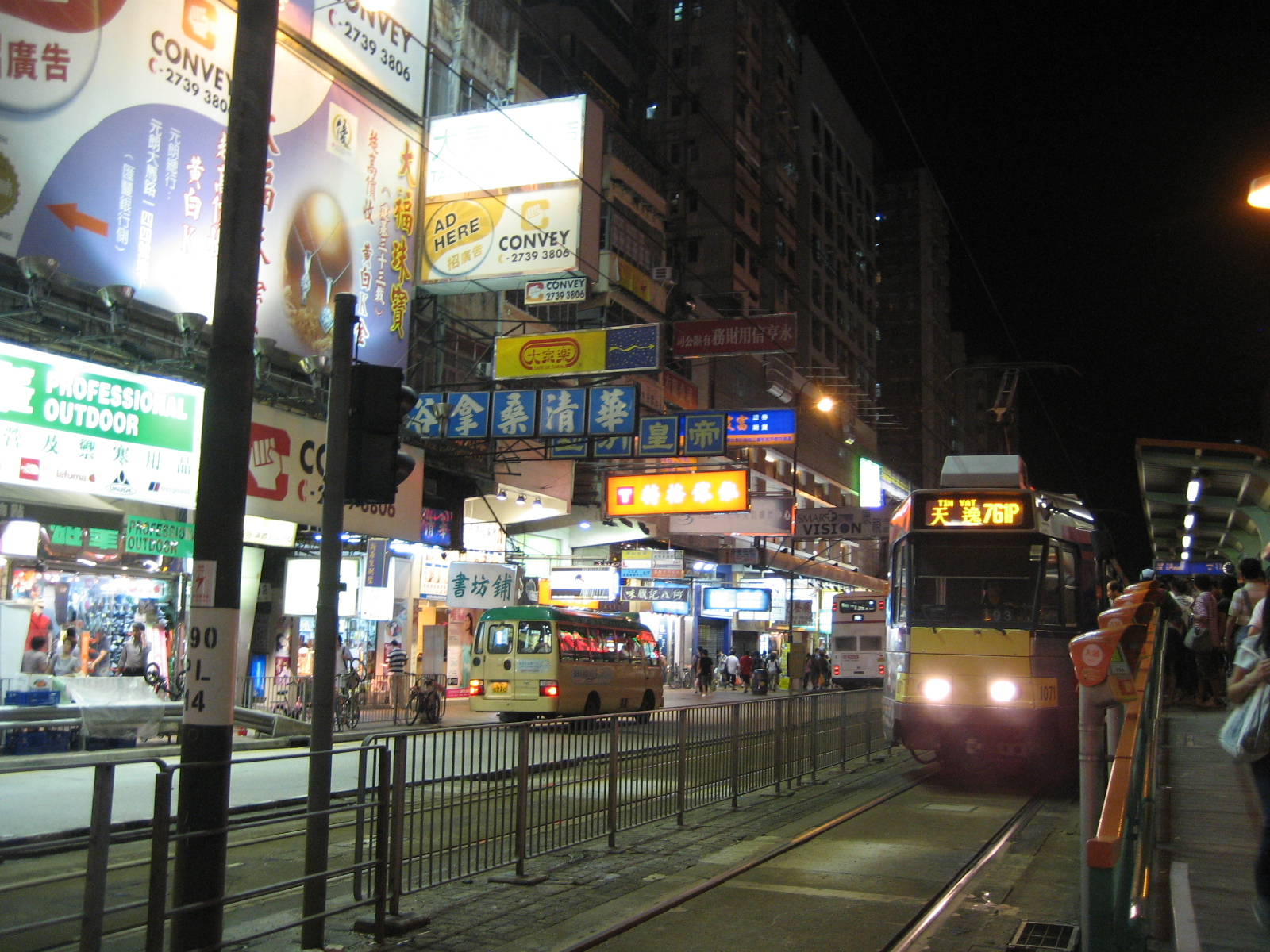
晚間的大棠路站1號月台（2008年7月）
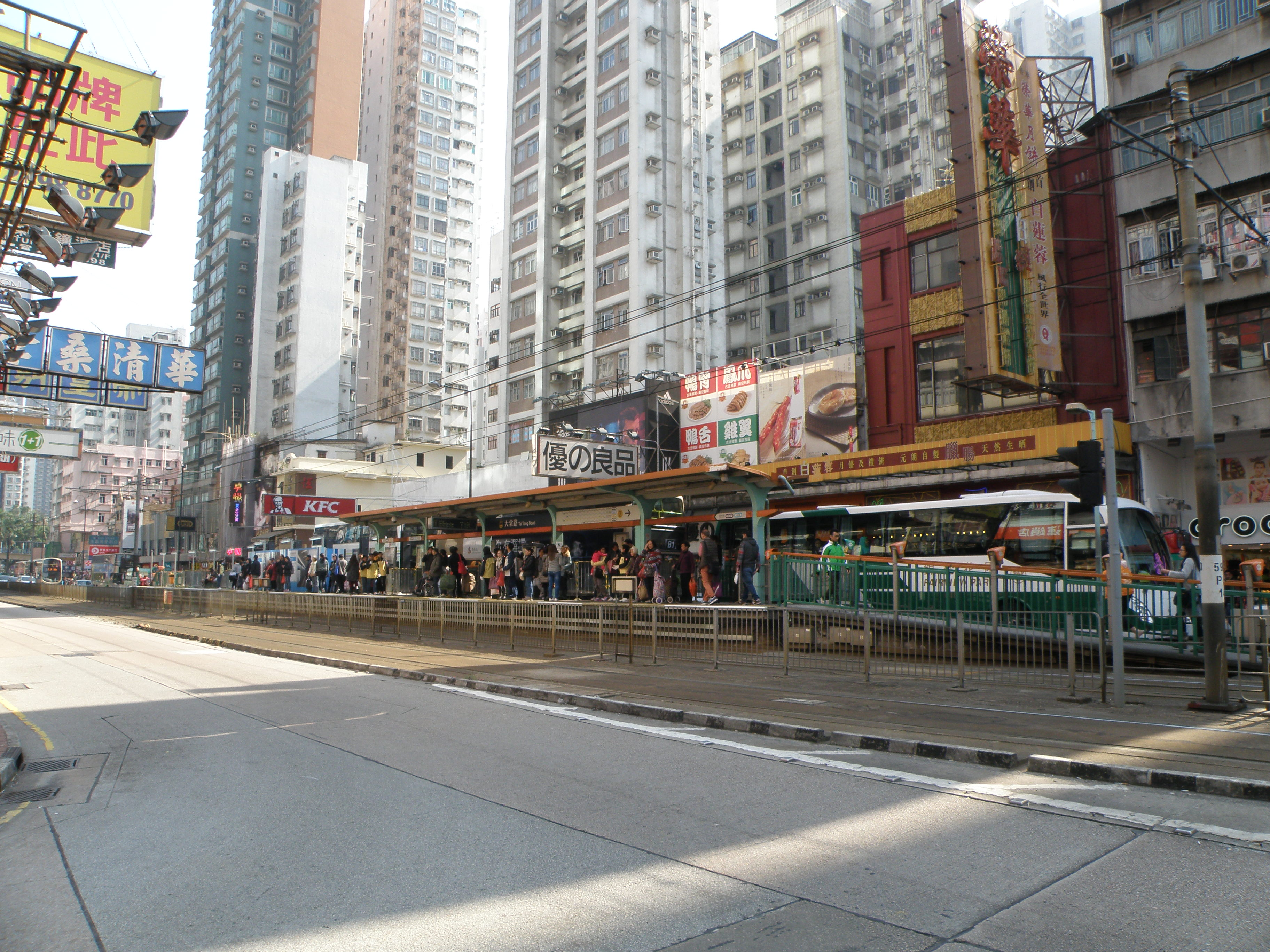
翻新期間的大棠路站2號月台（2014年12月）
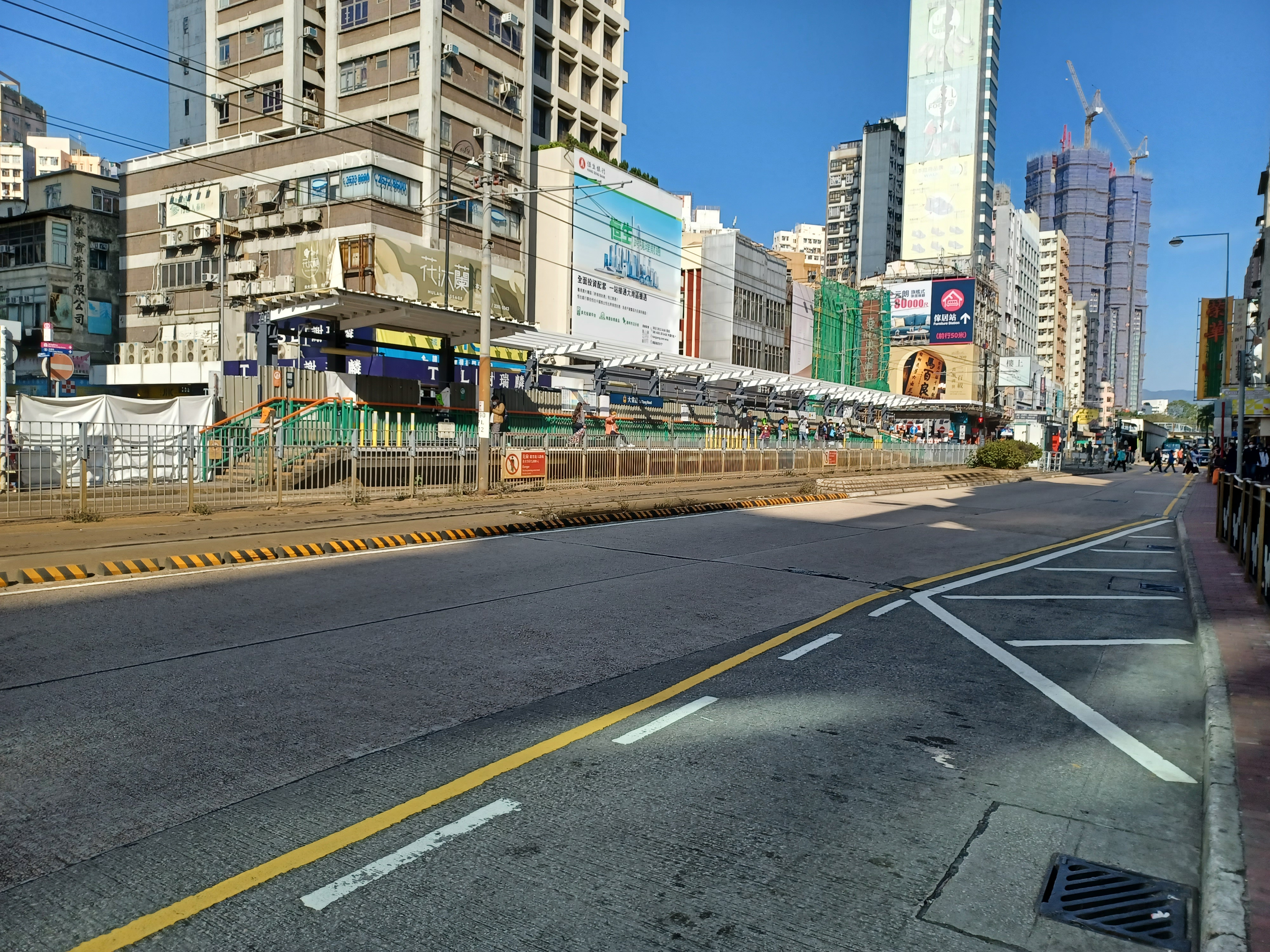
翻新期間的大棠路站1號月台（2022年2月）
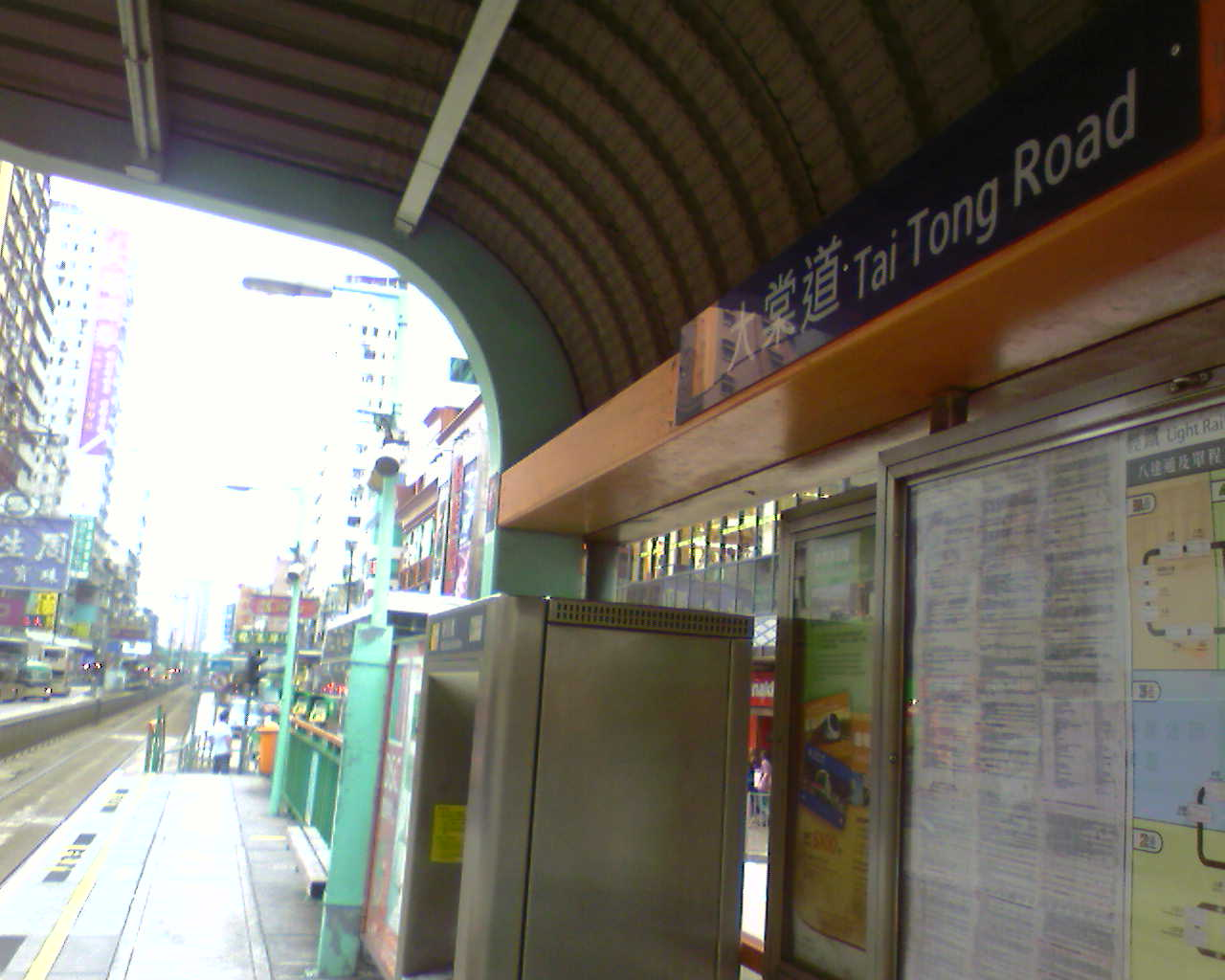
2008年4月的大棠路站1號月台，當時本站稱為「大棠道」

## 利用狀況
車站跟隨輕鐵在1988年啟用。由於位於元朗市中心，多年來人流逐步增加，甚至不勝負荷。前九廣鐵路公司曾作出多項措施，包括開通兩個月台通往青山公路－元朗段側的兩條新行人路，把2號（往屯門方向）月台擴闊及延長至容納3卡列車停靠，及實施不同路線在不同位置上落客等，但擠迫情況仍未見改善，繁忙時間月台上危險場面仍不難見。

## 歷史
大棠路站於輕鐵初建造時同步興建，於1988年9月18日啟用，當時稱為大棠道站。
本車站旁邊的道路正確名稱為「大棠路」，與車站名稱有所出入。有見及此，港鐵於2010年6月13日將站名改為現時的大棠路站，惟車廂廣播仍然不變。
港鐵曾於2015年初進行翻新工程，將2號月台（屯門碼頭 / 天水圍方向）的上蓋拆除並重新安裝，引入玻璃上蓋及外牆等新設計，而新的四方形站柱則配以青綠色。而1號月台（元朗方向）亦在2021年開始進行翻新工程，現時兩個月台均已完全翻新。

### 批評
輕鐵大棠路站2號月台（往屯門方向）的候車乘客極多，經常有逼爆月台情況。2015年4月港鐵完成該月台的翻新工程，月台空間變闊，但廣告牌亦同時增大。港鐵發言人表示，月台在翻新工程前後均採取開放式設計，考慮到地理位置及附近環境，翻新後的月台設置玻璃分隔牆，將候車乘客和旁邊的馬路行車線分隔。發言人又說，月台的玻璃分隔牆和上蓋簷篷之間留有空間作通風之用，空氣流通情況與工程前相若。
時為元朗區議員的呂堅表示，曾要求港鐵在月台增加風扇或冷風機改善通風情況，卻遭港鐵以電力無法負荷為由拒絕，「翻新之後月台係闊咗，密封式嘅廣告牌雖然可以隔離行車線嘅廢氣，但同時都影響通風，我要求過港鐵加風扇或者冷風機，但佢哋話電力未能負荷到，我覺得呢個理由唔可以接受！」呂認為港鐵在月台增設電力裝置並非難事，要求港鐵盡快研究可行方法解決月台通風問題。

## 事件

### 2019年11月「三罷」期間的事件
網民一連3日發起「三罷日」，2019年11月12日晚示威活動在全港各區「開花」，元朗水邊圍至大棠路等4個輕鐵站受不同程度破壞，其中以大棠路最為嚴重，路軌被水泥及碎磚塊堵塞，另4個車站路軌旁硬膠護壆亦被掘起。大批示威者12日晚在大馬路一帶聚集，焚燒輕鐵設施，警方多次施放催淚彈，雙方對峙至11月13日凌晨時分。
衝突間多人在行人路掘走多塊磚頭，明報記者在13日下午3時半起到輕鐵元朗段7個車站巡視，其中水邊圍、豐年路、康樂路及大棠路均受到破壞；康樂路及大棠路兩個車站的路軌被人以水泥堵塞。
港鐵人員由凌晨4時起已開始清理路軌雜物，明報記者在11月13日下午到場時仍有10多名人員在大棠路站以鐵筆撬走水泥，現場亦有兩桶裝起的水泥及碎磚塊，清理期間塵土飛揚，人員均需帶上口罩。
另外4個車站用來分隔輕鐵路軌及車輛行車路的「硬膠護壆」亦有多處被剷起，遺下大量固定路壆鐵釘組成「鐵釘陣」。本身是車長的香港鐵路公司員工協會主席杜廣仁受訪時稱，輕鐵路軌若有異物，列車很容易出軌，因此人員須小心清理清除，同時要確保路軌在清理期間不會被破壞，否則全條路軌更換會更麻煩，難以估計復修時間。

### 紅色小巴強行走過路軌
2022年12月13日，一輛紅色小巴強行走過路軌。

## 資料來源
1. ↑  . 香港鐵路大典.   [2021-03-21]. （原始内容存档于2019-02-12）.
2. ↑  . 東方日報. 2015-08-31  [2021-03-21].
3. ↑  . 明報. 2019-11-13  [2021-03-21]. （原始内容存档于2020-11-01）.
4. ↑  . 星島日報. 2022-12-13  [2022-12-14]. （原始内容存档于2022-12-14）.

## 外部連結
- 港鐵公司－輕鐵街道圖（页面存档备份，存于）
- 港鐵公司－輕鐵行車時間表（页面存档备份，存于）